# Archidiocèse de Trani-Barletta-Bisceglie
L' archidiocèse de Trani-Barletta-Bisceglie (en latin : Archidiœcesis Tranensis-Barolensis-Vigiliensis ; en italien : Arcidiocesi di Trani-Barletta-Bisceglie) est un archidiocèse de l'Église catholique d'Italie, suffragant de l'archidiocèse de Bari-Bitonto et appartenant à la région ecclésiastique des Pouilles.

## Territoire
L'archidiocèse est situé dans une partie de la province de Barletta-Andria-Trani et dans une partie de la ville métropolitaine de Bari, les autres parties de ces provinces sont partagées par les diocèses d'Andria (province de Barletta-Andria-Trani), d'Altamura-Gravina-Acquaviva (province de Barletta-Andria-Trani et ville métropolitaine de Bari), de Molfetta-Ruvo-Giovinazzo-Terlizzi, Conversano-Monopoli et Bari-Bitonto (ville métropolitaine de Bari).
Il possède un territoire de 701 km2 divisé en 66 paroisses regroupées en 5 archidiaconés. L'évêché est à Trani avec la cathédrale Saint-Nicolas le pèlerin. À Barletta et à Bisceglie, deux cocathédrales gardent le souvenir des anciens diocèses : Sainte-Marie Majeure et Saint-Pierre Apôtre.

## Histoire
L'archidiocèse actuel est le résultat de la fusion le 30 septembre 1986 des sièges de Trani, Barletta et Bisceglie par le décret Instantibus votis de la congrégation pour les évêques, à la suite de cela, le nouvel archidiocèse prend son nom actuel.

### Archidiocèse de Trani
La tradition, commune à de nombreux diocèses des Pouilles et dans le Sud de l'Italie, attribue la fondation du diocèse à saint Pierre et donne comme premiers évêques les saints Redempt et Magne. Le diocèse est documenté dès la fin du Ve siècle. Le 1er évêque connu est Eutychius, qui prend part aux conciles de 501 et 502, il participe également à la consécration de la basilique saint Michel Archange du Mont Gargan en 493 mais cette tradition est le résultat de légendes médiévales. Plus aucun évêque de Trani n'est connu, sauf quelques apocryphes, jusqu'au IXe siècle ; dans une lettre de 834, Auderis est mentionné ainsi que son prédécesseur Léopard.
À l'époque byzantine, les évêques Jean I, Rodostam, Chrysostome et Jean II sont documentés de 952 à 1059 ; à cette époque, le siège dépend des patriarches de Constantinople. Rodostam, en 983, est le premier prélat de Trani qui reçoit le titre d'archevêque. Jean II, destinataire d’une lettre contre les abus des Latins de Léon d'Achrida (de) (1053) est impliqué dans le schisme d'orient et destitué pour cette raison par le pape Nicolas II au concile de Melfi en 1059.
Dans la seconde moitié du XIe siècle, Trani est définitivement occupée par les Normands. Dans ce contexte, le diocèse est élevé au rang d'archidiocèse métropolitain de rite latin par le pape Alexandre II en 1063. Le Liber censuum Romanae Ecclesiae de la fin du XIIe siècle lui attribue deux diocèses suffragants : Andria et Bisceglie ; les villes de Barletta et de Corato appartenant également à l’archidiocèse. Le premier archevêque latin est Byzance Ier, dont l'épiscopat marque toute la seconde moitié du XIe siècle ; en 1071, il participe à la consécration de l'église abbatiale du Mont Cassin ; en 1099, il reçoit du pape Urbain II la bulle de canonisation de saint Nicolas le pèlerin, patron de l'archidiocèse, et fait construire une chapelle pour abriter les reliques du saint, sur laquelle est édifiée au XIIe siècle l'imposante cathédrale de style roman apulien. La phase décisive de la construction s'est vraisemblablement produite entre 1159 et 1186 sous l'impulsion de l'archevêque Bertrand II. L'édifice est achevé vers 1200 à l'exception du campanile.
Au XVe siècle, le pape Martin V unit le diocèse de Salpi (it) diocèse de Salpi, érigé au Ve siècle, à l'archidiocèse de Trani. En 1424, le même pape ordonne l'union du diocèse de Canne (it), jusqu'alors suffragant de l'archidiocèse de Bari, à l'archidiocèse de Trani, mais sa demande n'est pas suivie d'effet et en 1449, le diocèse de Canne est uni à l'archidiocèse de Nazareth. En 1523, le siège de Salpi est séparé de Trani mais il est finalement supprimé en 1547 agrégeant son territoire à l'archidiocèse de Trani ; à partir de ce moment, les archevêques de Trani porteront le titre de Salpensis jusqu'aux années quarante (XXe siècle). Le territoire de l'archidiocèse de Trani se développe avec l'annexion du territoire de Casale della Trinità, aujourd'hui Trinitapoli.
À partir du milieu du XVIe siècle, les prélats de Trani cherchent, par le biais de visites pastorales et de synodes, à mettre en œuvre les réformes souhaitées par le concile de Trente. Plusieurs synodes sont célébrés entre 1565 et 1793, dont deux provinciaux (1565 et 1589). Les synodes diocésains sont célébrés par Scipione da Tolfa (plusieurs synodes), Diego Álvarez (1617), Tommaso Anchora (1638 et 1643), Pietro de Torres (1703) et Luigi Trasmondi (1793). Le premier séminaire archiépiscopal est fondé par Álvarez en 1627 mais sans succès. Le même sort a lieu au séminaire institué en 1695 par l'archevêque Pietro de Torres. Au cours de l'épiscopat de Domenico Andrea Cavalcanti, un troisième séminaire est érigé, avec des revenus suffisants pour sa subsistance et inauguré en 1765. Malgré les indications tridentines, à Trani, la cathédrale reste la seule paroisse de la ville, tandis qu’à Barletta, une seconde est érigée en 1594. En raison de l'absence d'institution paroissiale, l'assistance religieuse et sacramentelle de la population, en augmentation constante, est garantie par les communautés religieuses et les confréries, nombreuses sur le territoire diocésain. À côté des anciens ordres, l'archidiocèse voit l'arrivée des capucins, des carmes déchaussés, des servites de Marie, des frères de Saint-Jean-de-Dieu, des jésuites et des théatins.
Le 27 juin 1818, avec la bulle De utiliori, le pape Pie VII supprime l'archidiocèse de Nazareth et le diocèse de Canne et agrège son territoire à l'archidiocèse de Trani. Au même moment, les archevêques de Trani se voient confier l'administration perpétuelle du diocèse de Bisceglie. Andria reste donc le seul suffragant de Trani. En 1860, Barletta est détaché de Trani et érigé en archidiocèse et uni aeque principaliter à celui de Trani. À partir de ce moment, les prélats de Trani sont également archevêques de Barletta et administrateurs de Bisceglie. En outre, à partir de 1828, avec la bulle Multis quidem du pape Léon XII, en mémoire de l’ancien archidiocèse, le titre de Nazareth est rétabli, accordé à perpétuité aux archevêques de Trani.
En 1907, l'archevêque Francesco Paolo Carrano entreprend la réorganisation paroissiale de l'archidiocèse et crée les trois premières paroisses de la ville de Trani, en plus de celle de la cathédrale. En 1976, Giuseppe Carata fonde l'institut supérieur de la culture chrétienne pour promouvoir l'étude des disciplines théologiques parmi les laïcs ; en 2006, il devient "institut supérieur des sciences religieuses". La fondation du musée diocésain de Trani (1975) et celui de Bisceglie (1980) sont également dues à Carata.

### Archidiocèse de Barletta
La vie chrétienne de Barletta a des origines anciennes, les fouilles sous la cathédrale Santa Maria Maggiore de Barletta ont mis au jour une basilique paléochrétienne assez grande portant le monogramme de l'évêque Sabin de Canosa. Cela témoigne de l’appartenance de Barolum à l’ancien diocèse de Canosa au moins depuis le VIe siècle. À partir du XIe siècle, Barletta est sur le territoire des évêques de Trani puis à partir du XIVe siècle, Barletta devient le siège permanent de l'archevêque de Nazareth désormais incapable de résider en Palestine. En 1455, à l'archidiocèse de Nazareth est uni le diocèse de Canne (it) et en 1536 le diocèse de Monteverde (it). À cette époque, l'archevêque reconstruit sa cathédrale à l'intérieur des murs de Barletta.
Le 27 juin 1818, par la bulle De utiliori, le pape Pie VII supprime l'archidiocèse de Nazareth et le diocèse de Canne et agrège son territoire à l'archidiocèse de Trani. Le diocèse de Monteverde, également supprimé, est agrégé à l'archidiocèse de Sant'Angelo dei Lombardi-Conza-Nusco-Bisaccia. En 1828, le chapitre de chanoines de Nazareth est rattaché au chapitre collégial de l'église de Barletta.
Le 21 avril 1860 par la bulle Imperscrutabili Dei du pape Pie IX, l'archidiocèse de Barletta est érigé, et en même temps uni aeque principaliter à celui de Trani. Les archevêques de Trani et Barletta continuent de porter l'ancien titre de Nazareth et l'église de Santa Maria Maggiore de Barletta est élevée au rang de cathédrale. L'ancien palais archiépiscopal de Nazareth est choisi pour servir de siège épiscopal.

### Diocèse de Bisceglie
Selon la tradition commune à de nombreux diocèses des Pouilles, c'est l'apôtre saint Pierre qui évangélise Bisceglie et consacre son 1er évêque, saint Maur (it). On a longtemps crédité la fondation du diocèse au VIIIe siècle par la présence d'un évêque de Bisceglie au deuxième concile de Nicée de 787 : en fait, aucun évêque apulien n'a pris part à ce concile, et Sergio, à qui on a attribué le siège de Bisceglie était en fait évêque du diocèse de Bargilia (it).
Le diocèse est de fondation normande et date du XIe siècle. Pompeo Sarnelli, dans son Memorie de' Vescovi di Biseglia mentionne l'évêque Mercure en 1059, dont l'existence, comme l'a reconnu le même Sarnelli, est basée sur un « tissu de fables plus que d'histoire » de documents manifestement faux. L'évêque Giovanni est nommé en 1071 où il participe à la consécration solennelle de l'église abbatiale de Mont Cassin ; Giovanni est le premier évêque de Bisceglie, comme en témoigne un décret de son successeur Dumnello de 1074, dans lequel l'évêque parle de lui-même en tant que second évêque de Bisceglie. L'évêque Mancusio construit l'église de San Matteo et son successeur Stefano, dans la première année de son épiscopat (1099), accorde aux familles Casali di Sagina e di Giano, de trouver refuge dans la ville en raison des incursions des Sarrasins.
Le XIIe siècle est marqué par le long épiscopat d'Amando, documenté dans de nombreux décrets de 1154 jusqu'en 1182 ; pendant son mandat, les reliques des saints Maur, Serge et Pantaléon sont retrouvées et ils sont déclarés saints patrons de la ville et du diocèse. Au cours de l'hiver 1222, la ville accueille saint François d'Assise qui fonde le monastère de Santa Maria dell'Annunziata. La cathédrale de Bisceglie, dont la construction commence en 1073, est consacré par Mgr Leo en 1295.
La cathédrale est longtemps la seule paroisse de la ville et du diocèse et ce n'est qu'en 1590 que l'évêque Alessandro Cospi fonde trois nouvelles paroisses. La vie religieuse de la population tournait donc autour des nombreux couvents et monastères citadins ; en plus des franciscains, Bisceglie accueille
les observants de San Lorenzo en 1479, les dominicains de Santa Maria del Muro en 1502, les augustins de Santa Maria Incoronata en 1546, les capucins de San Michele Arcangelo en 1606 ; Il y avait aussi deux communautés féminines de clarisses. De plus, à partir de la fin du XVe siècle, plusieurs confréries se développent dans la ville, dont le nombre augmentent à la suite de la mission des jésuites au XVIe siècle.
Les évêques ont du mal à appliquer les réformes du concile de Trente. Cependant, déjà en 1547, un premier synode diocésain est organisé par l’évêque Geronimo Sifola ; le séminaire n'est érigé qu'au XVIIIe siècle. Entre 1692 et 1724, l'évêque était Pompeo Sarnelli, érudit et historien, auteur des mémoires des évêques de Biseglia et de la ville elle-même ; il est également responsable de la restauration de l'évêché, aujourd'hui siège du musée diocésain de Bisceglie. Le dernier évêque résident est Salvatore Palica qui meurt en 1800. Le diocèse resté vacant pendant 18 ans, jusqu'au 27 juin 1811, où la bulle De utiliori du pape Pie VII concède l'administration perpétuelle de Bisceglie aux archevêques de Trani.
Le 20 octobre 1980, par la bulle Qui Beatissimo Petro du pape Jean-Paul II, le diocèse de Bisceglie fait partie de la province ecclésiastique de l' archidiocèse de Bari puis le 30 septembre 1986, en vertu du décret Instantibus votis de la congrégation pour les évêques, les trois sièges de Trani, Barletta et Bisceglie sont unis et le nouveau diocèse prend le nom d'archidiocèse de Trani-Barletta-Bisceglie.

### Archidiocèse de Trani-Barletta-Bisceglie
Le 20 octobre 1980, par la bulle Beatissimo Petro du pape Jean-Paul II, Trani cesse d'être métropolitain et devient suffragant de l'archidiocèse de Bari. Les prélats de Trani et de Barletta continuent cependant de détenir la dignité archiépiscopale.
Le 30 septembre 1986, en vertu du décret Instantibus votis de la congrégation pour les évêques, les trois sièges de Trani, Barletta et Bisceglie sont unis et la nouvelle circonscription ecclésiastique prend son nom actuel. Les archevêques gardent le titre d' archevêques de Nazareth.

## Sources
- (it) Cet article est partiellement ou en totalité issu de l’article de Wikipédia en italien intitulé « Arcidiocesi di Trani-Barletta-Bisceglie » (voir la liste des auteurs).

- (it) Cet article est partiellement ou en totalité issu de l’article de Wikipédia en italien intitulé « Diocesi di Bisceglie » (voir la liste des auteurs).
- (en) Catholic-Hierarchy

### Articles liés
- Liste des diocèses et archidiocèses d'Italie
- Église catholique en Italie